# Budyń (osada)
Budyń – (niem. Buddin) osada kociewska w Polsce położona w województwie kujawsko-pomorskim, w powiecie świeckim, w gminie Bukowiec.
W latach 1975–1998 miejscowość administracyjnie należała do województwa bydgoskiego.
W skład sołectwa Budyń wchodzą również wsi Kawęcin i Jarzębieniec.

## Ochrona przyrody
W parku pałacowym znajduje się 8 drzew uznanych za pomniki przyrody:
| Nr | Nazwa          | Sztuk | Obwód       |
| 1. | Grab zwyczajny | 2     | 323, 260 cm |
| 2. | Dąb szypułkowy | 6     | 227–334 cm  |